# Podolská a Páterova jeskyně
Podolská a Páterova jeskyně este o arie protejată (arie specială de conservare — SAC, sit de importanță comunitară — SCI) din Republica Cehă întinsă pe o suprafață de 0 ha, integral pe uscat.

## Localizare
Centrul sitului Podolská a Páterova jeskyně este situat la coordonatele 49°53′21″N 15°39′21″E / 49.889167°N 15.655833°E.

## Înființare
Situl Podolská a Páterova jeskyně a fost declarat sit de importanță comunitară în aprilie 2005 pentru a proteja 2 specii de animale. Situl a fost protejat și ca arie specială de conservare în decembrie 2015.

## Biodiversitate
Situată în ecoregiunea continentală, aria protejată nu include niciun habitat protejat.
La baza desemnării sitului se află mai multe specii protejate de  mamifere (2): liliac cărămiziu (Myotis emarginatus), liliacul mic cu potcoavă (Rhinolophus hipposideros).